# Гедеон (Криновский)
Епископ Гедеон (в миру Григорий Андреевич Криновский или Ричковский; ок. 1726, Казань — 22 июня 1763, монастырь во имя великомученика Пантелеимона, близ Пскова) — известный в своё время проповедник Русской православной церкви, епископ Псковский, Изборский и Нарвский.

## Биография
Родился около 1726 года в Казани в семье пономаря. Во время учёбы получил фамилию Авриксельский, в 1746-1751 годы носил фамилию Рычковский (Ричковский).
По окончании курса Казанской духовной семинарии оставлен в ней учителем и принял монашество. Безуспешно обращался к Казанскому епископу Луке (Конашевичу) с просьбой отпустить его для продолжения учёбы в Москву или Киев.
В июле 1751 года в сане иеродиакона тайно уехал из Казани в Санкт-Петербург и подал прошение о зачислении в московскую Славяно-латинскую академию. 9 декабря 1751 года принят в академию.
Произносил проповеди в Заиконоспасском московском монастыре, снискал популярность среди москвичей. 8 января 1753 года в сане иеродиакона назначен императрицей Елизаветой Петровной придворным проповедником. Самая знаменитая его проповедь была «произнесена против Вольтера, по случаю появления его поэмы о Лиссабонском землетрясении».
Преосвященный Гедеон имел необыкновенный дар красноречия. Успех его как проповедника объяснялся тем, что он старался говорить языком народным, говорить просто, чтобы быть понятным для всех, не только образованных, но и необразованных, предпочитая душевную пользу народа славе оратора. По отзыву митрополита Платона (Левшина), слушатели Гедеона «бывали как бы вне себя и боялись, чтобы он не перестал говорить».
2 февраля 1758 года — член Святейшего Синода, а с 17 апреля того же года — настоятель Троице-Сергиевой лавры. 7 октября 1761 года хиротонисан во епископа Псковского и оставлен придворным проповедником. 8 июне 1762 года вызван в Святейший Синод.
Искренность и добродушие в обращении с людьми украшали личность преосвященного Гедеона. По отзыву того же митрополита Платона, он (Гедеон) «сердце имел откровенное и искреннее и очень удалялся от хитростей политических».
Епископ Гедеон, постоянно вращавшийся в блестящем придворном обществе, был далёк от обязательной для инока простоты в обстановке и одежде. Ещё будучи архимандритом Троицкой лавры, он прославился своею роскошью: его гардероб с шёлковыми и бархатными рясами занимал целую комнату; он носил шелковые чулки, бриллиантовые пряжки, которые стоили до 10 000 рублей. Ходили слухи и о его баснословной роскоши и богатстве. Даже сложилось присловье: «Гедеон нажил миллион». Правда, опись оставшегося после его кончины имущества и наличных денег не подтвердила этих баснословных сумм.
4 июня 1763 года по личному прошению уволен в свою епархию. По пути из Москвы в Псков неожиданно тяжело заболел. Скончался 22 июня 1763 года в пригородном Пантелеимоновском монастыре, где, не доехав до Пскова, остановился по болезни. Погребён в псковском Троицком соборе.

## Сочинения
- Собрание поучительных слов при высочайшем дворе сказанных — 3-е изд. — М., 1828.
  - Часть первая
  - Часть вторая
  - Часть третья
  - Часть четвертая
  - Часть пятая
  - Часть шестая
- Собрание поучительных слов при высочайшем дворе сказанных — 4-е изд. — М., 1855.
  - Часть первая
  - Часть вторая
  - Часть третья
  - Часть четвертая
  - Часть пятая
  - Часть шестая